# Centro Cultural Xavier Villarrutia
El Centro Cultural Xavier Villaurrutia (CCXV) es un espacio cultural  multidisciplinario de la Ciudad de México, creado en sus inicios como un club de lectura. Cuenta con diversos talleres abiertos al público en general y ofrece conciertos, exposiciones y conferencias.

## Instalaciones
El CCXV cuenta con una sala de exposiciones temporales de 15m² y el "Teatro Ulises", que funge también como auditorio y sala de cine.